# كاكيرو فوناكي
كاكيرو فوناكي (باليابانية: 舩木 翔)، من مواليد 13 أبريل 1998م، وهو لاعب كرة قدم ياباني محترف، يلعب مع نادي سيريزو أوساكا منذ عام 2017م، شارك مع زملائه في التشكيلة الثابتة لبطولة كأس العالم تحت 20 سنة، والتي أستضافته كوريا الجنوبية سنة 2017م.